# Anna Bolavá
Anna Bolavá, właśc. Bohumila Adamová (ur. 1981 w Strakonicach) – czeska pisarka i poetka.

## Życiorys
Urodziła się w 1981 roku w Strakonicach. Wychowała się i ukończyła szkołę średnią w Vodňanach. Jest absolwentką bohemistyki Uniwersytetu Karola. Po studiach krótko pracowała dla Instytutu Języka Czeskiego Akademii Nauk Republiki Czeskiej, po czym zajęła się pracą redakcyjną. Pisała także dla takich periodyków, jak „Tvar” czy „Host”.
Jej książki ukazują się pod pseudonimem Anna Bolavá. W 2013 roku zadebiutowała tomikiem poetyckim Černý rok. Jej pierwsza powieść W ciemność (2015) opisuje losy samotnej zielarki, której życie – wcześniej dostosowane do rytmu zbiorów i skupu roślin – zakłóca postępująca choroba. Powieść została wyróżniona nagrodą Magnesia Litera w kategorii proza. Polski przekład autorstwa Agaty Wróbel otrzymał w 2018 roku nominację do Nagrody Literackiej Gdynia.

## Twórczość
- 2013: Černý rok (poezja)
- 2015: Do tmy, wyd. pol.: W ciemność. Agata Wróbel (tłum.). Wrocław: Książkowe Klimaty, 2017. ISBN 978-83-65595-57-7. Brak numerów stron w książce
- 2017: Ke dnu
- 2020: Před povodní
- 2022: Vypravěč[7]